# HMS Ekins (K552)
HMS Ekins (K552) là một tàu frigate lớp Captain của Hải quân Hoàng gia Anh hoạt động trong Chiến tranh Thế giới thứ hai. Nó nguyên được Hoa Kỳ chế tạo như chiếc DE-87 (chưa đặt tên), một tàu hộ tống khu trục lớp Buckley, và chuyển giao cho Anh Quốc theo Chương trình Cho thuê-Cho mượn (Lend-Lease). Tên nó được đặt theo Đô đốc Sir Charles Ekins (1768-1855), hạm trưởng chiếc HMS Superb (1798) và đã từng tham gia các cuộc Chiến tranh Cách mạng Pháp và Chiến tranh Napoleon. Nó đã phục vụ trong chiến tranh cho đến khi bị hư hại nặng do trúng thủy lôi ngoài khơi Ostend, Bỉ vào ngày 16 tháng 4, 1945. Được xem là một tổn thất toàn bộ, con tàu trên danh nghĩa được hoàn trả cho Hoa Kỳ năm 1945, và cuối cùng bị bán để tháo dỡ tại Hà Lan vào năm 1947.

## Thiết kế và chế tạo
Buckley là một trong số sáu lớp tàu hộ tống khu trục được Hải quân Hoa Kỳ chế tạo nhằm đáp ứng nhu cầu hộ tống vận tải trong Thế Chiến II, sau khi Hoa Kỳ chính thức tham chiến vào cuối năm 1941. Chúng hầu như tương tự nhau, chỉ với những khác biệt về hệ thống động lực và vũ khí trang bị. Động cơ của phân lớp Backley bao gồm hai turbine hơi nước General Electric để dẫn động hai máy phát điện vận hành hai trục chân vịt, và dàn vũ khí chính bao gồm 3 khẩu pháo pháo 3 in (76 mm)/50 cal.
Những chiếc phân lớp Buckley (TE) có chiều dài ở mực nước 300 ft (91 m) và chiều dài chung 306 ft (93 m); mạn tàu rộng 37 ft 1 in (11,30 m) và độ sâu mớn nước khi đầy tải là 11 ft 3 in (3,43 m). Chúng có trọng lượng choán nước tiêu chuẩn 1.430 tấn Anh (1.450 t); và lên đến 1.823 tấn Anh (1.852 t) khi đầy tải. Hệ thống động lực bao gồm hai nồi hơi và hai turbine hơi nước General Electric công suất 13.500 mã lực (10.100 kW), dẫn động hai máy phát điện công suất 9.200 kilôwatt (12.300 hp) để vận hành hai trục chân vịt;  công suất 12.000 hp (8.900 kW) cho phép đạt được tốc độ tối đa 23 kn (26 mph; 43 km/h). Con tàu mang theo 359 tấn Anh (365 t) dầu đốt, cho phép di chuyển đến 6.000 nmi (6.900 mi; 11.000 km) ở vận tốc đường trường 12 kn (14 mph; 22 km/h).
Vũ khí trang bị bao gồm pháo 3 in (76 mm)/50 cal trên ba tháp pháo nòng đơn đa dụng (có thể đối hạm hoặc phòng không), gồm hai khẩu phía mũi và một khẩu phía đuôi. Vũ khí phòng không tầm gần bao gồm hai pháo Bofors 40 mm và tám pháo phòng không Oerlikon 20 mm. Con tàu có ba ống phóng ngư lôi Mark 15 21 inch (533 mm). Vũ khí chống ngầm bao gồm một dàn súng cối chống tàu ngầm Hedgehog Mk. 10 (có 24 nòng và mang theo 144 quả đạn); hai đường ray Mk. 9 và bốn máy phóng K3 Mk. 6 để thả mìn sâu. Thủy thủ đoàn đầy đủ bao gồm 200 sĩ quan và thủy thủ.
Ekins được đặt lườn như là chiếc DE-87 (chưa đặt tên) tại xưởng tàu của hãng Bethlehem-Hingham Steel Shipyard ở Hingham, Massachusetts vào ngày 5 tháng 7, 1943 và được hạ thủy vào ngày 2 tháng 10, 1943. Con tàu được chuyển giao cho Anh Quốc và nhập biên chế cùng Hải quân Anh như là chiếc HMS Ekins (K552) vào ngày 29 tháng 11, 1943 dưới quyền chỉ huy của Hạm trưởng, Thiếu tá Hải quân George Graham Bonner-Davis.

## Lịch sử hoạt động
Sau khi tiến hành chạy thử máy huấn luyện tại các khu vực Casco Bay, Maine và Bermuda, Ekins vượt Đại Tây Dương để đi sang Bắc Ireland. Con tàu được tiếp tục cải biến tại Belfast cho phù hợp với hoạt động của Hải quân Anh, bao gồm việc bổ sung đường ray thả mìn sâu và tăng cường bè cứu sinh, trước khi gia nhập Đội hộ tống 3 để hoạt động tuần tra chống tàu ngầm và hộ tống vận tải tại khu vực Bắc Đại Tây Dương.
Chuẩn bị cho cuộc đổ bộ Normandy, Ekins được điều sang Chi hạm đội Khu trục 21 đặt căn cứ tại Sheerness, tham gia thành phần hộ tống cho đoàn tàu vận tải xuất phát từ sông Thames và đi đến bãi đổ bộ vào đúng ngày D 6 tháng 6, 1944. Nó tiếp tục hộ tống các đoàn tàu vận tải tăng viện từ Anh sang Normandy cho đến tháng 9. Vào ngày 21 tháng 7, nó phối hợp cùng tàu frigate chị em Curzon (K513) tấn công bằng mìn sâu và súng cối chống tàu ngầm Hedgehog đánh chìm tàu ngầm U-boat Đức U-212 tại vị trí về phía Nam Beachy Head, tại tọa độ 50°27′B 00°13′T / 50,45°B 0,217°T; toàn bộ 49 thành viên thủy thủ đoàn của U-212 đều tử trận.
Đến tháng 9, Ekins được điều sang Chi hạm đội Khu trục 16 đặt căn cứ tại Harwich, nơi nó phục vụ như tàu Frigate Kiểm soát Lực lượng Duyên hải nhằm đối phó các tàu E-Boat đối phương thường xuyên tấn công các đoàn tàu vận tải. Con tàu đảm trách chỉ huy một chi hạm đội xuồng phóng lôi MTB (Motor Torpedo Boat) hoạt động tại eo biển Manche và Bắc Hải, sử dụng radar để phát hiện đối phương và dẫn đường cho các chiếc MTB. Để hỗ trợ cho vai trò mới, nó được bổ sung thiết bị liên lạc vô tuyến và thiết bị tình báo tín hiệu "Headache" để chặn bắt các thông tin liên lạc của đối phương. Nó cũng được bổ sung một khẩu pháo 2-pounder (40 mm) trước mũi để đối đầu các tàu E-Boat đối phương.
Trong đêm 24-25 tháng 12, Ekinsphối hợp cùng các tàu frigate Thornborough, Caicos và tàu corvette Shearwater ngăn chặn một hoạt động đánh phá của Chi hạm đội Schnellboot 8 đối phương nhắm vào một đoàn tàu vận tải đang hướng đến Antwerp. Đến ngày 1 tháng 1, 1945, nó đánh chìm một tàu ngầm bỏ túi Seehund đối phương ngoài khơi Ostend. Sang ngày 11-12 tháng 4, nó tiếp tục đánh chìm hai xuồng máy Đức chứa chất nổ. Vào đêm 12-13 tháng 4, nó cùng với Hambledon (L37), một tàu khu trục lớp Hunt, đụng độ với 12 chiếc E-boat đang rải thủy lôi tại vùng cửa sông Scheldt; gây hư hại cho hai chiếc E-boat.
Vào ngày 16 tháng 4, Ekins trúng phải hai quả thủy lôi trong vùng biển Bắc Hải, khoảng 13 nmi (24 km) về phía Tây Bắc Ostend, Bỉ. Quả thứ nhất gây ngập nước phòng động cơ và gây mất điện toàn bộ con tàu; quả thứ hai gây thủng lườn tàu tại ngăn sonar. Cho dù bị hư hại nặng, nó vẫn cố lết được về cảng. Tuy nhiên hư hại nó chịu đựng nghiêm trọng vượt quá mức có thể sửa chữa một cách kinh tế, nên con tàu được xem như một tổn thất toàn bộ và được cho ngừng hoạt động.
Ekins được hoàn trả trên danh nghĩa cho Hoa Kỳ vào tháng 6, 1945, nhằm giảm bớt chi phí mà Anh phải trả cho Hoa Kỳ trong Chương trình Cho thuê-Cho mượn (Lend-Lease).  Con tàu được rút tên khỏi danh sách Đăng bạ Hải quân Hoa Kỳ vào ngày 25 tháng 6, 1945 và bị bán vào tháng 3, 1947 để tháo dỡ tại Dordrecht, Hà Lan.